# Pedro David Ramírez
Pedro David Ramírez (Florencio Varela, provincia de Buenos Aires; 4 de abril de 2000) es un futbolista profesional argentino que juega como lateral derecho en el Deportivo Riestra, cedido por Defensa y Justicia.

## Trayectoria
Pedro Ramírez comenzó en el Club Deportivo Chacabuco desde los cinco años, antes de unirse a River Plate a los siete años.  A los doce años, Ramírez jugó en las divisiones inferiores del Club Lanús antes de fichar por Defensa y Justicia en 2016 como mediocampista.
Con este último, irrumpió en el fútbol del primer equipo bajo las órdenes de Hernán Crespo en 2020 como lateral derecho.
Luego de aparecer en el banco de suplentes en un partido de Copa de la Liga Profesional con Colón y eliminatorias de Copa Sudamericana con Sportivo Luqueño y Vasco da Gama, Ramírez debutó con la Primera División de Argentina el 29 de noviembre de 2020 ante Central Córdoba de Santiago del Estero ingresando desde el banco de suplentes.
En la temporada 2021, Ramírez jugó cedido en Estudiantes de Buenos Aires.
En junio de 2022 fue cedido al Deportivo Riestra.

## Clubes
| Club                       | País      | Año       |
| -------------------------- | --------- | --------- |
| Defensa y Justicia         | Argentina | 2020-     |
| Estudiantes (BA) (cedido)  | Argentina | 2021      |
| Deportivo Riestra (cedido) | Argentina | 2022-Act. |

## Estadísticas
Actualizado al último partido disputado el 18 de octubre de 2024.
| Defensa y Justicia Argentina | 1.ª           | 2020          | 0  | 0 | 7  | 0 | 1 | 0 | 8  | 0 |
| Defensa y Justicia Argentina | 1.ª           | 2022          | 0  | 0 | 0  | 0 | 0 | 0 | 0  | 0 |
| Defensa y Justicia Argentina | Total club    | Total club    | 0  | 0 | 7  | 0 | 1 | 0 | 8  | 0 |
| Estudiantes (Buenos Aires) Argentina | 2.ª           | 2021          | 13 | 0 | 0  | 0 | 0 | 0 | 13 | 0 |
| Estudiantes (Buenos Aires) Argentina | Total club    | Total club    | 13 | 0 | 0  | 0 | 0 | 0 | 13 | 0 |
| Deportivo Riestra Argentina | 2.ª           | 2022          | 5  | 0 | 0  | 0 | 0 | 0 | 5  | 0 |
| Deportivo Riestra Argentina | 2.ª           | 2023          | 28 | 1 | 0  | 0 | 0 | 0 | 28 | 1 |
| Deportivo Riestra Argentina | 1.ª           | 2024          | 17 | 0 | 9  | 1 | 0 | 0 | 26 | 1 |
| Deportivo Riestra Argentina | Total club    | Total club    | 50 | 1 | 9  | 1 | 0 | 0 | 59 | 2 |
| Total carrera | Total carrera | Total carrera | 63 | 1 | 16 | 1 | 0 | 0 | 80 | 2 |
| (1) La copa nacional se refiere a la Copa Argentina y Copa de la Liga Profesional. (2) La copa internacional se refiere a la Copa Sudamericana y Copa Libertadores. |               |               |    |   |    |   |   |   |    |   |

## Palmarés

### Campeonatos internacionales
| Título            | Club               | País      | Año                    |
| ----------------- | ------------------ | --------- | ---------------------- |
| Copa Sudamericana | Defensa y Justicia | Argentina | Copa Sudamericana 2020 |